# Geely Future Mobility Constellation
De Geely Future Mobility Constellation (in het Nederlands het Moderne mobiliteitsnetwerk van Geely) is een communicatienetwerk dat is opgezet door de Chinese autofabrikant Geely. Het communicatienetwerk bestaat onder andere uit satellieten die voorzien in plaatsbepaling van voertuigen en communicatie tussen voertuigen onderling en tussen voertuigen en infrastructuur. Deze functies moeten voertuigen van Geely helpen om slimmere en veiligere zelfrijdende functies mogelijk te maken.
Geely heeft in maart 2020 een investering in communicatiesatellieten met een waarde van 293 miljoen euro aangekondigd. In juni 2022 zijn de eerste negen satellieten gelanceerd. De satellieten, die werden gelanceerd vanaf lanceerbasis Xichang in de Chinese provincie Sichuan, bevinden zich in een lage baan om de aarde. De satellieten zouden een levensduur van vijf jaren hebben, waarna ze opbranden in de atmosfeer en vervangen dienen te worden. Uiteindelijk zou er een netwerk van 240 satellieten operationeel moeten zijn. De satellieten zouden naast functies voor plaatsbepaling en zelfrijdende voertuigen ook bij moeten dragen aan het voorzien van communicatienetwerken, aardobservatie en maritiem onderzoek voor commerciële bedrijven, overheden en andere instanties.